# Monturque
Monturque is een gemeente in de Spaanse provincie Córdoba in de regio Andalusië met een oppervlakte van 33 km². In 2007 telde Monturque 1985 inwoners.

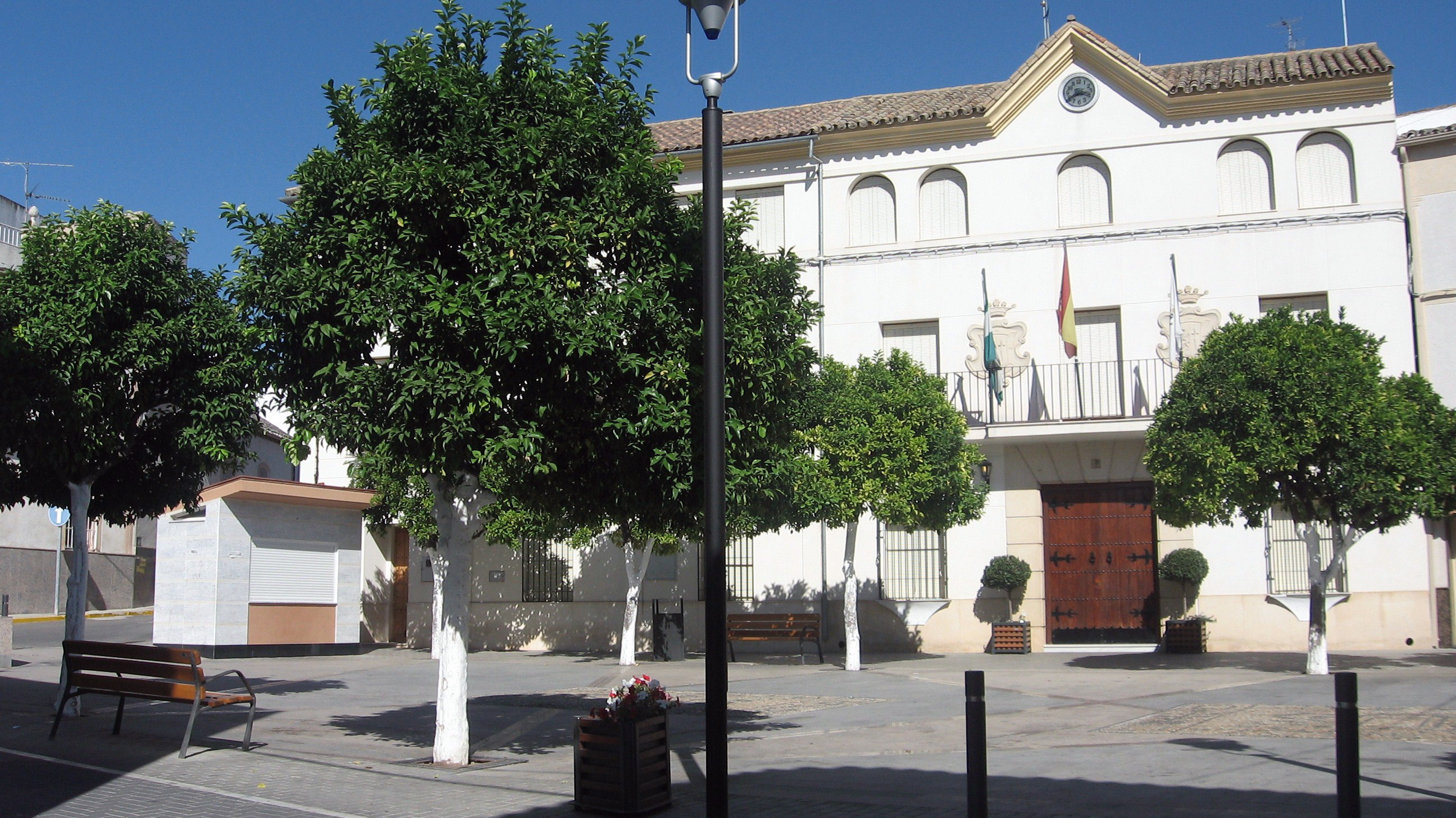
Gemeentehuis
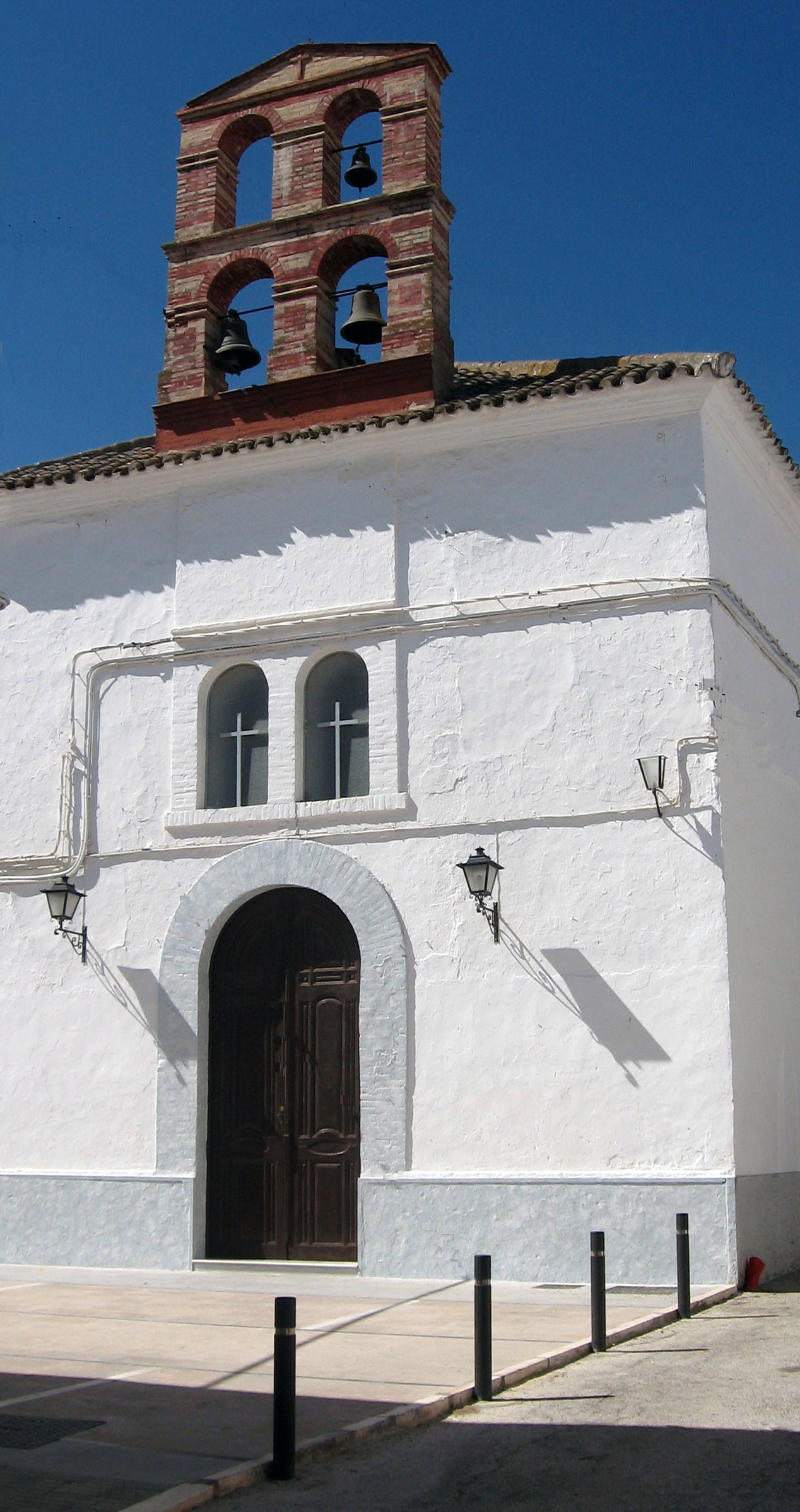
Kerk in Monturque
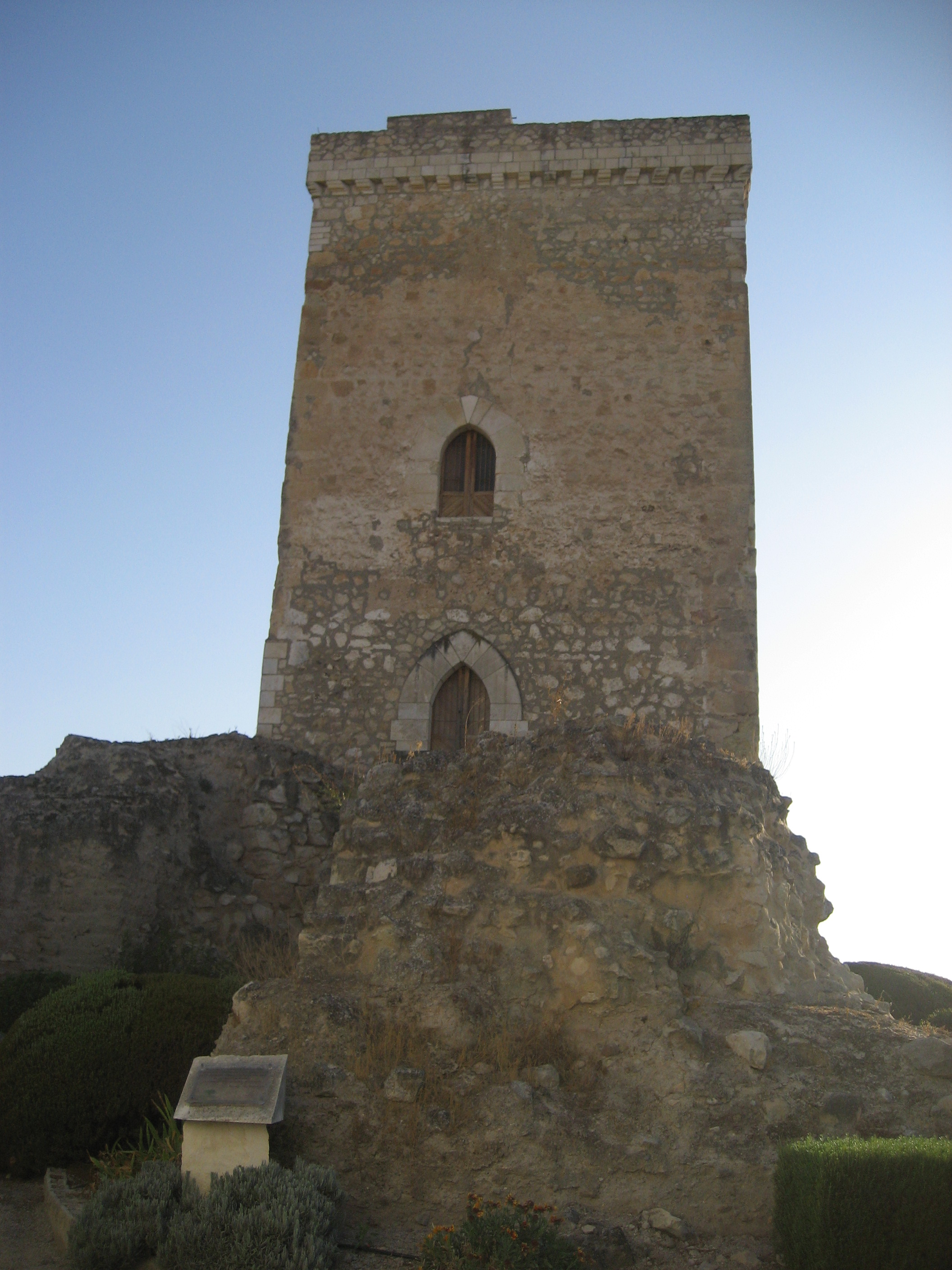
Kasteel van Monturque

## Demografische ontwikkeling
Bron: INE, 1857-2011: volkstellingen